# Bogumiła Żongołłowicz

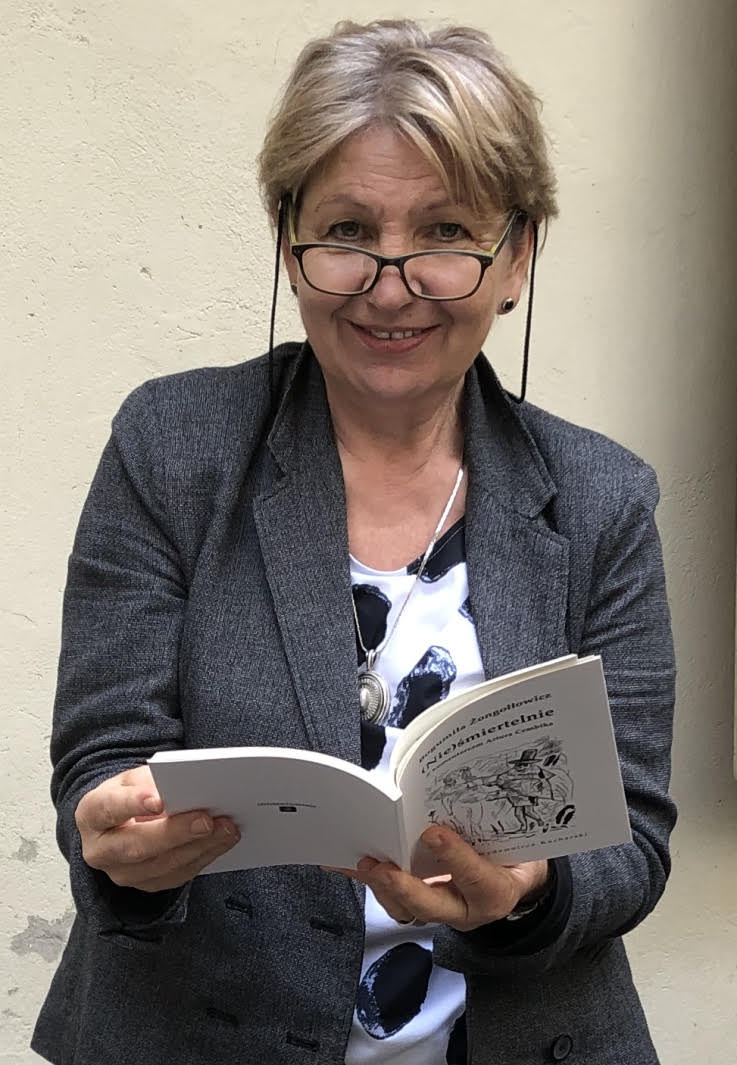
XXVI Międzynarodowy Festiwal Poezji „Maj nad Wilią", Wilno 2019

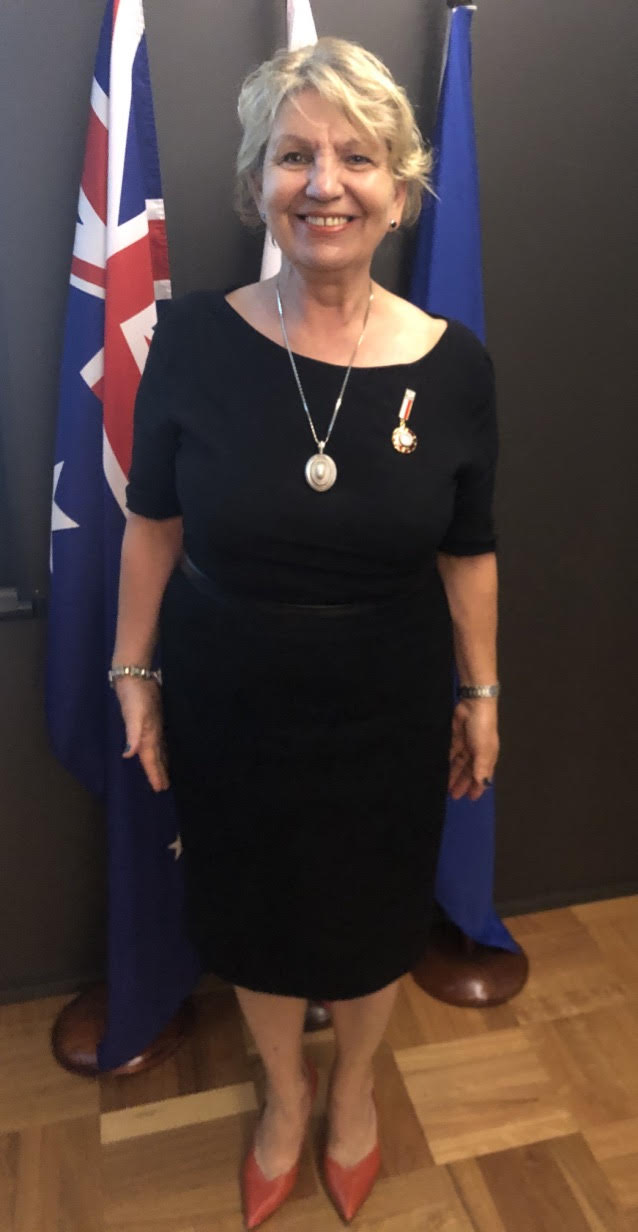
Bogumiła Żongołłowicz uhonorowana odznaką Zasłużony dla Kultury Polskiej (Konsulat RP w Sydney, 14 lutego 2020)

Bogumiła Żongołłowicz (ur. 9 listopada 1955 w Słupsku) – polska dziennikarka, poetka, pisarka. Doktor nauk humanistycznych.

## Życiorys
Absolwentka Wyższej Szkoły Pedagogicznej w Słupsku.  W 1984 ukończyła Podyplomowe Studium Filologii Polskiej na Uniwersytecie Gdańskim, a w 1988 Podyplomowe Studium Dziennikarstwa i Edytorstwa, Wydział Dziennikarstwa i Nauk Politycznych, na Uniwersytecie Warszawskim. Pracowała w szkolnictwie i prasie regionalnej na Pomorzu, m.in. w tygodniku Konfrontacje Kierownik słupskiego oddziału Gońca Pomorskiego; współpracownik Koszalińskiej Rozgłośni Polskiego Radia. W 1991 zamieszkała w Australii. W 2003 doktoryzowała się z zakresu slawistyki na Macquarie University w Sydney. Debiutowała w 1983 poezją na łamach „Głosu Pomorza”.
Jest autorką kilkunastu książek (w tym biografii Andrzeja Chciuka) i kilkuset artykułów prasowych, które ukazały się w dziennikach i czasopismach krajowych i polonijnych, m.in.: w Kulturze (Paryż), Nowym Dzienniku (Nowy Jork), Dzienniku Polskim i Dzienniku Żołnierza (Londyn), Polityce (Warszawa), Głosie Pomorza (Koszalin-Słupsk), Konfrontacjach (Słupsk), Gryfie (Słupsk), Zbliżeniach (Słupsk). Gońcu Pomorskim (Koszalin), Kurierze Zachodnim (Perth), Tygodniku Polskim (Melbourne), Wiadomościach Polskich (Sydney), Ekspresie Wieczornym (Sydney).
Jej zainteresowania naukowe koncentrują się wokół losów Polaków w Australii po II wojnie światowej. Współpracuje z redakcją Australian Dictionary of Biography, redakcją Polskiego Słownika Biograficznego i Radiem SBS. Członkini Stowarzyszenia Dziennikarzy Polskich, Związku Pisarzy Polskich na Obczyźnie i Australian Society of Authors.
W roku 2020 została uhonorowana odznaką Zasłużony dla Kultury Polskiej.

## Publikacje
- Lato w Surrey, Słupsk 1984;
- Andrzej Chciuk. Pisarz z antypodów, Kraków 1999; wyd. II Toruń 2021;
- Śmierci nie moje, Toruń 2002;
- Kabaret "Wesoła Kookaburra", Toruń 2004;
- O pół globu od domu. Obraz Polonii australijskiej w twórczości Andrzeja Chciuka, Toruń 2007;
- Śmierci mi bliskie, Perth 2008; wyd. II, Londyn-Melbourne 2023;
- Jego były "Czerwone maki…",  Toruń 2010; Londyn-Melbourne 2023;
- (Nie)śmiertelnie, Toruń 2016;
- Konsul. Biografia Władysława Noskowskiego, Toruń 2017;
- (Nie)śmiertelnie, wyd. II; z komentarzem Adama Kubackiego, Toruń 2018;
- (Nie)śmiertelnie,  wyd. III; z komentarzem Artura Cembika,  Toruń 2018;
- Patches for my Soul, London-Melbourne 2023;
- Poetyckie wizyty śmierci, Londyn-Melbourne 2023.[1]

## W ważniejszych antologiach i zbiorach
- Zielona zima. Antologia polskiej poezji i prozy w Australii, Lublin 1997;
- Losy Polaków, Rzym 1998;
- Losy Polek, Wiedeń 1999;
- Australian Dictionary of Biography, vol. 15, Melbourne University Press, Melbourne 2000;
- Polacy i osoby polskiego pochodzenia w siłach zbrojnych i policji państw obcych, Bruksela 2001;
- Australian Dictionary of Biography, vol. 16, Melbourne University Press, Melbourne 2002;
- Duchowieństwo polskie w świecie, Rzym 2002;
- Epoka przemian. Wiek XX w literaturze polskiej. Księga pamiątkowa dedykowana Profesorowi Zbigniewowi Andresowi, Rzeszów 2005;
- Australian Dictionary of Biography, supplement, Melbourne University Press, Melbourne 2005;
- Liryka żołnierska. Estetyka i wartości, Rzeszów 2011;
- Rodacy na światowej pięciolinii,  Warszawa 2015;
- Z Mazowsza na obczyznę, Warszawa 2016;
- Lwowianie w świecie, Warszawa 2017;
- What We Carry: Poetry on Childbearing, Canberra 2021;
- Od wschodu do zachodu. Wiersze Polaków z całego świata, Warszawa 2021;
- Do zobaczenia II (2021), Londyn-Orlando 2021;
- Polacy w Paryżu, Warszawa 2022;
- Arkusz londyński. Pisarze i malarze, Londyn 2022;
- Finding My Feet. An Anthology of Poetic Voices, Melbourne 2023.

## Ważniejsze prace redakcyjne i edytorskie
- Andrzej Gawroński, Mój punkt widzenia, Toruń 1999;
- Andrzej Gawroński, Zapiski z dwóch światów, Toruń 2001;
- Listy z Australii Romana Gronowskiego, Toruń 2005;
- Krystyna Jackiewicz, Poezje wybrane, Perth 2006;
- Ludmiła Błotnicka, Przez zielona granicę, Toruń 2007;
- Władysław Noskowski, Dziennik z pierwszych tygodni w Australii. Rok 1911, Perth 2011;
- Andrzej Gawroński, Awantury australijskie, Perth-Melbourne 2016;
- Lidia Duda-Groblicka, Mój świat, Toruń 2017;
- Griffith-Sydney. Listy Zbigniew Jasiński - Roman Gronowski 1954-1959, Toruń-Melbourne 2017;
- Morskie sprawy. Listy Jerzy Pertek – Lech Paszkowski. 1961-1998, Toruń-Melbourne 2020[2][3].